# Ducado de Urbino
El Ducado de Urbino (1443-1631) fue un antiguo estado italiano situado en la parte septentrional de la región de las Marcas.

## Creación
El nacimiento del Ducado de Urbino tuvo lugar en 1443, cuando el papa Eugenio IV nombró a Oddantonio II de Montefeltro duque de Urbino, ciudad que se convirtió en capital del nuevo estado y que llegó a ser uno de los centros focales del Renacimiento italiano.
Su declive se inició con el traslado de la capital a Pésaro en 1523.

## Fronteras
En la época de su constitución, el Ducado de Urbino hacía frontera al este con el Mar Adriático, al oeste con la República de Florencia y en el resto con provincias de los Estados Pontificios.

## Breve historia
El nombramiento papal convirtió al Condado de Urbino, constituido en 1213, en ducado, gobernado por la familia Montefeltro.
El estado pasó posteriormente a los Della Rovere y finalmente en el año 1631 anexionado a los Estados Pontificios por el papa Urbano VIII (1623-1644), que instauró la Legación de Urbino.

## Línea dinástica de los condes y duques de Urbino

### Montefeltro, Condes de Urbino
- 1234-1242: Bonconte I de Montefeltro
- 1242-1255: Montefeltrano II de Montefeltro
- 1255-1285: Guido de Montefeltro († 1298) protagonista en el canto XXII de la Divina Comedia;
  - 1285-1304: control Papal
- 1296-1322: Federico I da Montefeltro
- 1322-1360: Guido II, Galasso y Nolfo de Montefeltro
  - 1322-1324: control Papal
- 1360-1363: Federico II de Montefeltro († 1370 ca.)
- 1363-1404: Antonio II de Montefeltro
  - 1369-1375: control Papal
- 1404-1443: Guidantonio de Montefeltro

### Montefeltro, Duques de Urbino
- 1443-1444: Oddantonio II de Montefeltro, primer duque de Urbino
- 1444-1482: Federico III de Montefeltro conocido como Federico de Montefeltro;
- 1482-1508: Guidobaldo de Montefeltro
  - 1502-1504: Dominio de César Borgia

### Della Rovere, Duques de Urbino
- 1508-1516: Francisco María I della Rovere
- 1516-1519: Lorenzo II de Médici (durante parte de 1517 con Francisco María I della Rovere)
- 1508-1538: Francisco María I della Rovere
- 1539-1574: Guidobaldo II della Rovere
- 1574-1621: Francisco María II della Rovere († 1631)
- 1621-1623: Federico Ubaldo della Rovere
- 1623-1631: Francisco María II della Rovere (después de la muerte de su hijo volvió al poder)

- desde 1625: devolución a los Estados Pontificios, oficialmente en 1631, después de la muerte del último Della Rovere. Las colecciones artísticas de los Della Rovere pasaron a la última descendiente, Victoria della Rovere, esposa de Fernando II de Médici, traspasados por ésta a Florencia.

- Datos: Q649202
- Multimedia: Duchy of Urbino / Q649202